# Davidie listenová
Davidie listenová  (Davidia involucrata) je jediný druh rodu davidie (Davidia) z čeledi tupelovité (Nyssaceae). Je to opadavý strom s jednoduchými střídavými listy, pocházející z Číny. V době květu je nápadná velkými bílými listeny podepírajícími kulovitá květenství. Je pěstována i v České republice jako okrasný strom.

## Popis
Davidie je opadavý strom dorůstající výšky 12 až 20 metrů. Listy jsou střídavě postavené, 8 až 15 cm dlouhé, široce vejčité se srdčitou bází, na okraji ostře pilovité a poněkud připomínající listy lípy. Na líci jsou listy lesklé, na rubu lysé nebo šedavě plstnaté. Na podzim se zbarvují zlatožlutě až červenofialově. Květy jsou nahloučené v kulovitých květenstvích podepřených 2 nestejně velkými, až 16 cm dlouhými bílými listeny. Kvete v květnu až červnu. Plodem je 3 až 4 cm dlouhá červenohnědá peckovice obsahující 3 až 5 semen.

## Rozšíření
Davidie roste přirozeně v horských smíšených lesích jižní Číny v provinciích Kuej-čou, Chu-pej, Chu-nan, S’-čchuan a Jün-nan v nadmořských výškách 1100 až 2600 m.
Davidie byla objevena v Číně v roce 1869, první semena přišla do Evropy kolem roku 1897. V Čechách byla první davidie vysazena v roce 1910 v Průhonickém parku, kde roste dodnes.

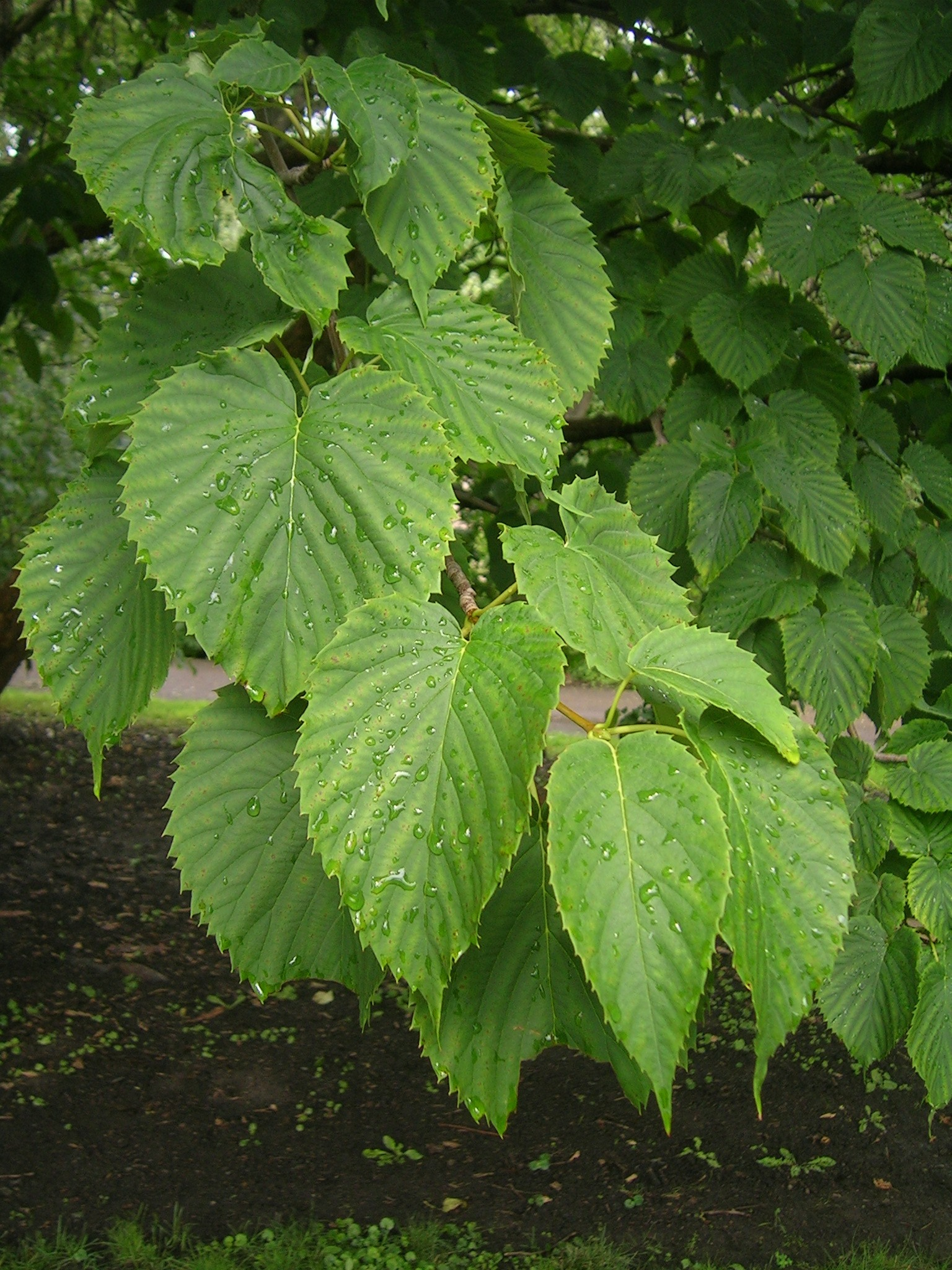
Olistěná větévka
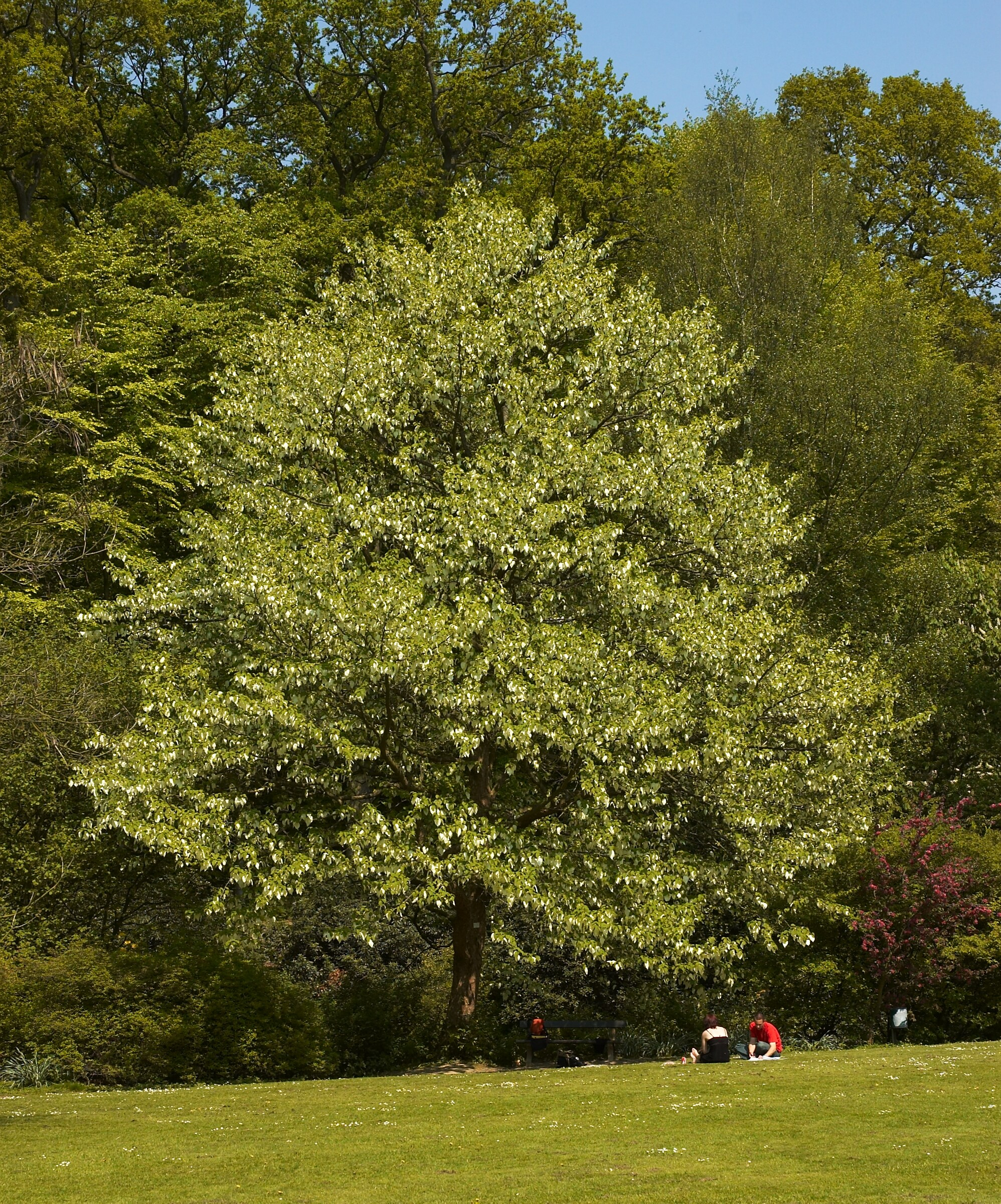
Celkový habitus
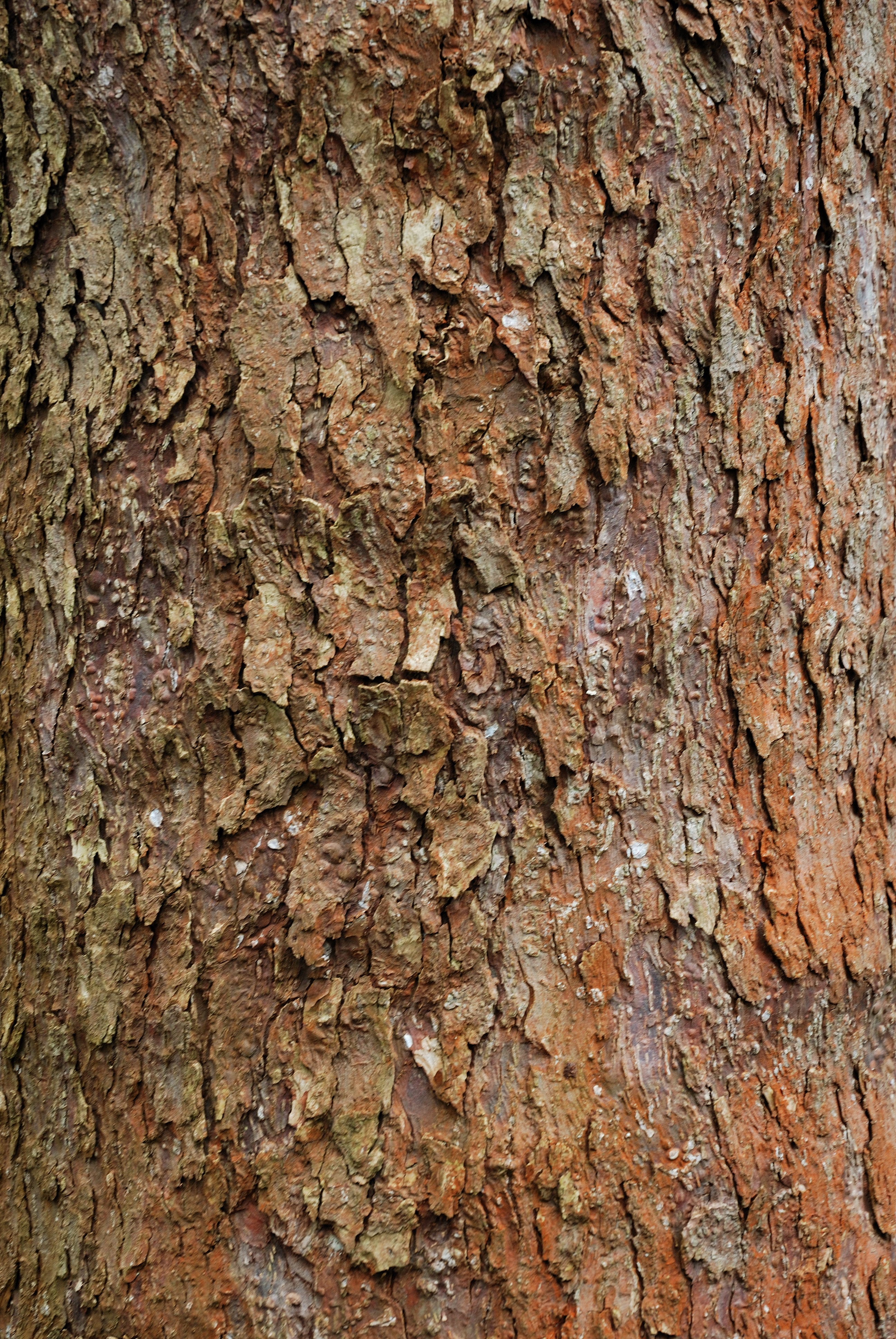
Detail kmene
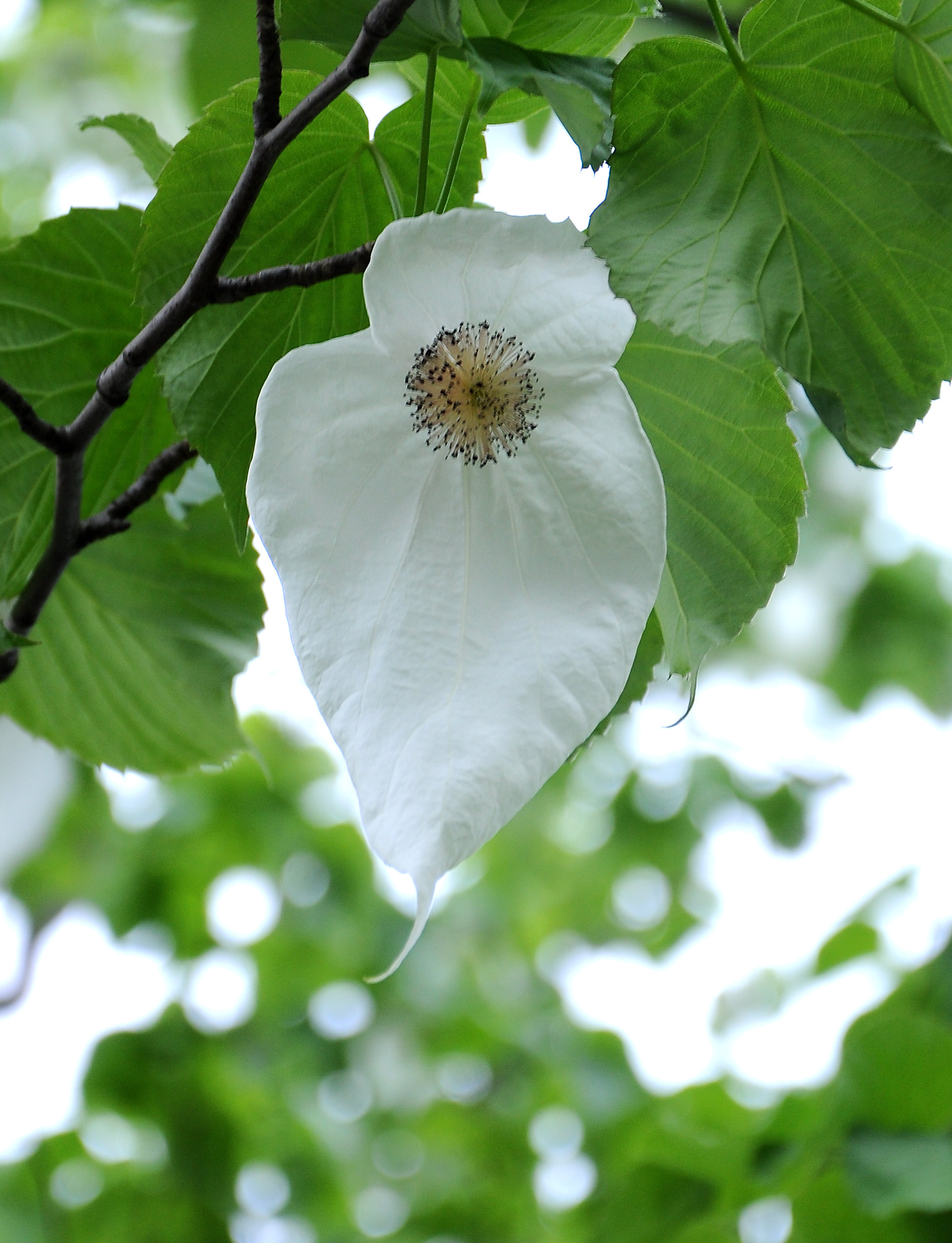
Květenství se dvěma listeny
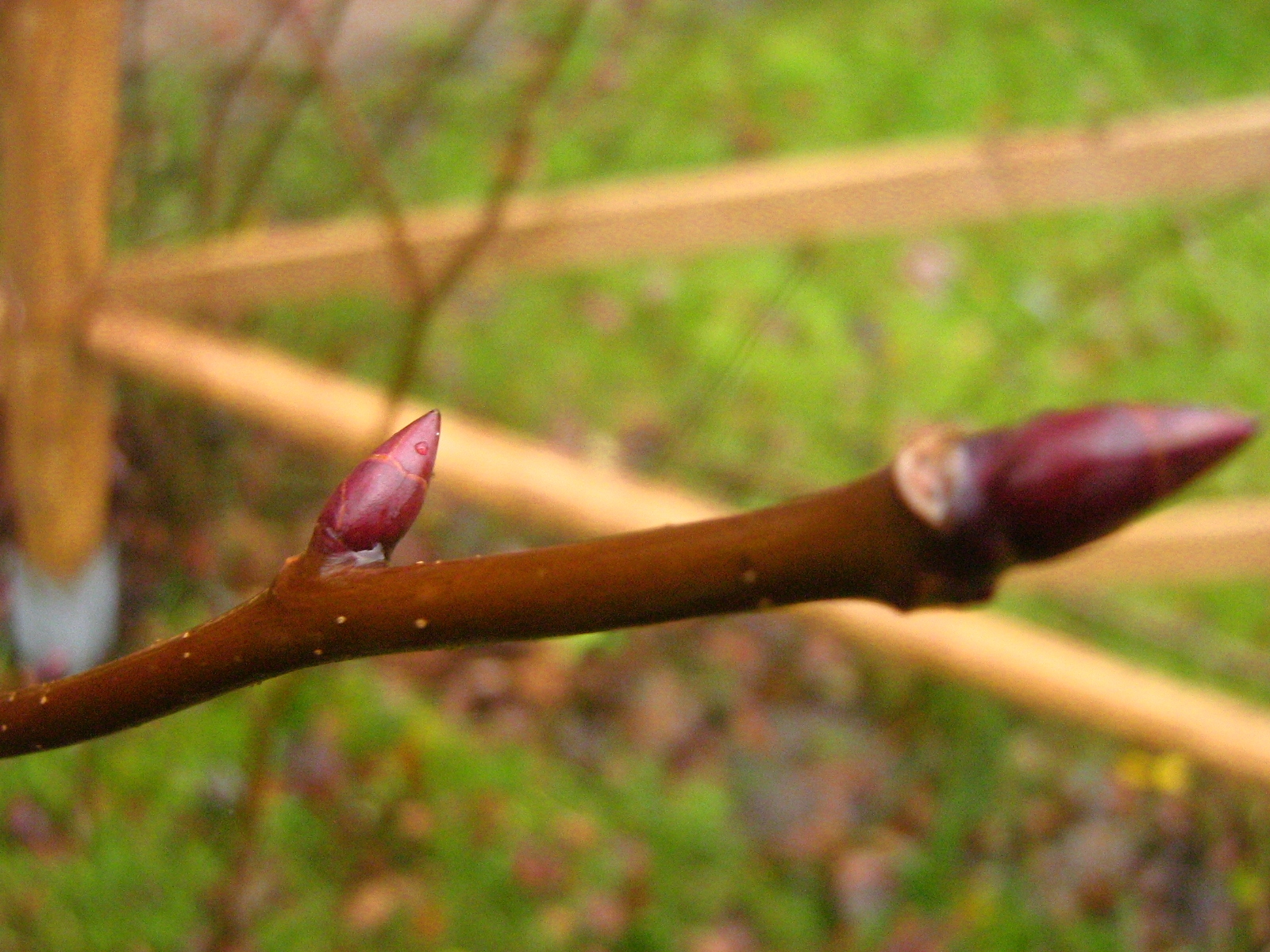
Detail zimních pupenů
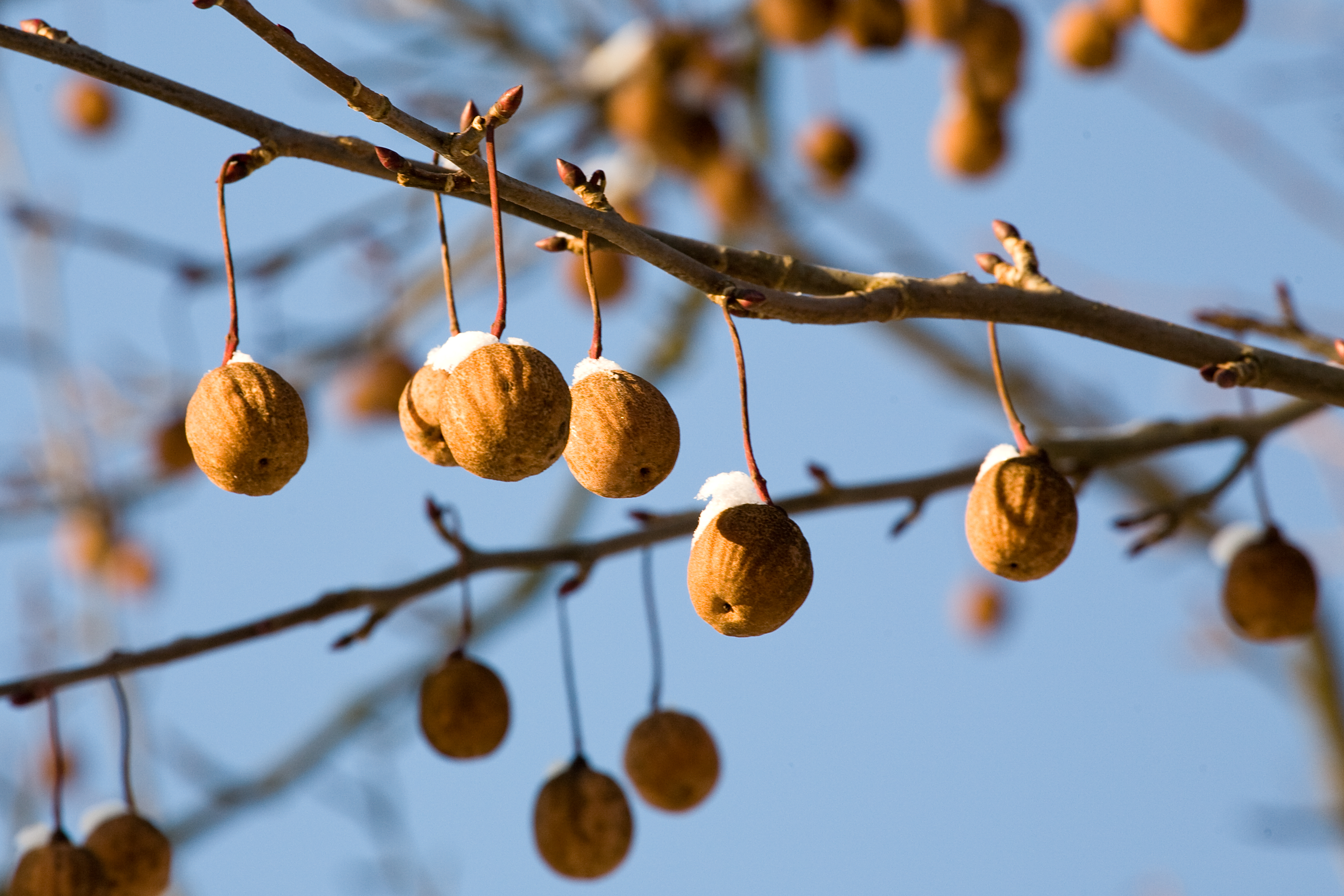
Zralé peckovice

## Taxonomie
V dřívějších taxonomických systémech (Tachtadžjan, Dahlgren) byl rod davidie řazen do samostatné monotypické čeledi Davidiaceae v rámci řádu dřínotvaré (Cornales). V Cronquistově systému byla davidie vřazena do čeledi tupelovité (Nyssaceae). Ve starších verzích systému APG je řazen do široce pojaé čeledi Cornaceae. Ve verzi APG IV z roku 2016 dochází ke změně a rod Davidia je spolu s dalšími 4 rody přeřazen do čeledi Nyssaceae.
Jsou známy 2 variety davidie listenovité: Davidia involucrata var. involucrata a D. involucrata var. vilmoriniana. Zatímco v Česku pěstovaná var. viltmoreana má listy na spodní straně lysé nebo jen za mlada řídce chlupaté, typová varianta má spodní stranu listů hustě pýřitou.

## Význam
Davidie je pěstována jako okrasná dřevina, nápadná především v době květu. Rostlinu lze vysazovat jako solitéru, je vhodná pro sbírkové účely. Je vysazena např. v Dendrologické zahradě v Průhonicích, Průhonickém parku a Arboretu Žampach.

## Rozmnožování a pěstování
Davidii je možno množit vegetativně letními řízky nebo hřížením mladých výhonů. Možné je i roubování na vlastní kořen. Výsev semen je komplikovanější pro nutnost dlouhé stratifikace.
Pro pěstování davidie je třeba chráněná poloha a doporučuje se i zimní kryt. Vyžaduje vlhkou, živnou a humózní půdu.